# L'Éternel Combat
Pour plus de détails, voir Fiche technique et Distribution.
L'Éternel Combat (The Eternal Struggle) est un film américain réalisé par Reginald Barker, sorti en 1923.

## Fiche technique
- Titre : L'Éternel Combat
- Titre original : The Eternal Struggle
- Réalisation : Reginald Barker
- Scénario : J.G. Hawks et Monte M. Katterjohn d'après le roman de G.B. Lancaster (en)
- Photographie : Percy Hilburn
- Montage : Robert Kern
- Pays de production : États-Unis
- Format : Noir et blanc - 1,33:1 - Film muet
- Genre : drame
- Date de sortie : 1923

## Distribution
- Renée Adorée : Andrée Grange
- Earle Williams : Sergent Neil Tempest
- Barbara La Marr : Camille Lenoir
- Pat O'Malley : Bucky O'Harra
- Wallace Beery : Barode Dukane
- Josef Swickard : Pierre Grange
- Pat Harmon : Oily Kirby
- Anders Randolf : Capt. Jack Scott
- Ed Brady : Jean Cardeau
- Robert Anderson : Olaf Olafson
- George Kuwa : Wo Long